# Sölvesborgshalvön

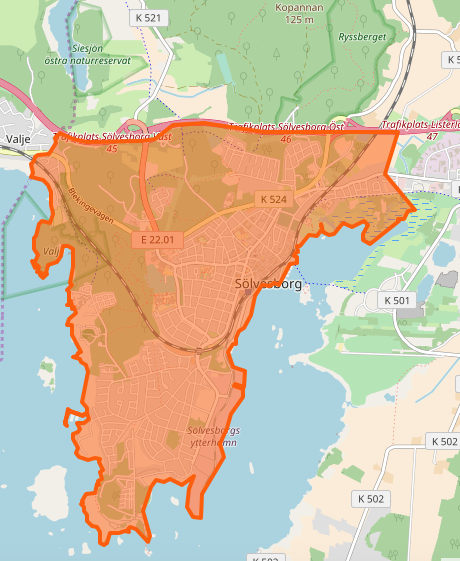
Karta som visar Sölvesborgshalvön

Sölvesborgshalvön är den halvö som i stora drag utgör Sölvesborg. Undantag är stadsdelarna Sölve och Ljungaviken som ligger på Listerhalvön. Även delar av tätorten Valje ligger på halvön. Området är inte synonymt med Sölvesborgs distrikt då detta även innefattar delar av Listerlandet och Ryssberget som inte räknas till halvön. Mellan Listerhalvön och Sölvesborgshalvön finns Sölvesborgsviken.